# Первичнобескрылые насекомые
Первичнобескрылые насекомые, или аптериготы (лат. Apterygota — Аптериготы), — устаревшее таксономическое понятие, парафилетическая группа из четырёх примитивных отрядов насекомых, надкласса шестиногих (Hexapoda), никогда в ходе эволюции не имевших крыльев.

## Состав
В XX веке название Apterygota понималось в широком смысле и применялось ко всем первичнобескрылым насекомым, как подкласс, противопоставляемый крылатым (Pterygota).
После выделения скрыточелюстных в отдельный класс шестиногих за названием Apterygota закрепили только открыточелюстных бескрылых насекомых. В разное время в этот подкласс включали следующие группы:
- Zygentoma — Щетинохвостки
- Collembola — Ногохвостки
- Diplura — Двухвостки
- Protura — Бессяжковые

- Archaeognatha — Древнечелюстные
- † Monura — Однохвостки

С 2013 года филогенетические связи базальных насекомых можно проиллюстрировать следующей кладограммой:

| Monocondylia | Archaeognatha                                           |
|              | Archaeognatha                                           |
| Dicondylia   | \| \| Zygentoma \| \| \| \| \| \| Pterygota \| \| \| \| |
|              | \| \| Zygentoma \| \| \| \| \| \| Pterygota \| \| \| \| |
|              | Zygentoma                                               |
|              |                                                         |
|              | Pterygota                                               |
|              |                                                         |

|  | Zygentoma |
|  |           |
|  | Pterygota |
|  |           |

Таким образом, таксон либо представляет собой парафилетическую группу относительно крылатых насекомых, либо ограничивается только отрядом щетинохвосток (Zygentoma).
По современным представлениям, первые три отряда относятся к классу скрыточелюстных (Entognatha), для которых характерно то, что ротовые части втянуты в головную капсулу, а последний — к открыточелюстным, или настоящим насекомым (Insecta) и разделён на 2 отряда: древнечелюстных (Archaeognatha) и собственно щетинохвосток (Zygentoma).
В другом варианте классификации Insecta понимаются в широком смысле, как синоним Hexapoda, а первичнобескрылые составляют их подкласс Apterygota (в широком объёме), противопоставляемый крылатым (Pterygota).

## Описание
Развитие у первичнобескрылых прямое, без метаморфоза (аметаболия).